# جبيل العودة (طور الباحة)

تعديل مصدري - تعديل

جبيل العودة هي إحدى قرى عزلة طور الباحة بمديرية طور الباحة التابعة لمحافظة لحج، بلغ تعداد سكانها 26 نسمة حسب تعداد اليمن لعام 2004.